# David Kamy
David Kamy (geboren als David Kamenomotsky; 16. März 1911 in Warschau, Russisches Kaiserreich; ermordet 30. April 1943 im Fort Breendonk) war ein  Widerstandskämpfer gegen den Nationalsozialismus.

## Namen
David Kamenomotsky ist die Schreibweise des Namens bei Martin Sugarman (siehe Jewish Virtual Library), abweichend schreibt Sander Carels David Kamenonostky und kann sich dabei auf das Archiv der Fremdenpolizei in der Universitätsstadt Gent beziehen, Carels zitiert auch ein Visumsgesuch der Mutter für Belgien unter dem Namen Kamenomostkaia. Beide Autoren schreiben im weiteren Kamy, es gibt auch die Schreibweisen Kami und Cami. Es werden verschiedene Spitznamen und Decknamen wie „Dodo“ und „Camille“ genannt. Kyrillische Originalschreibungen und hebräische Transliterationen liegen einstweilen nicht vor, in Sekundärliteratur auf hebräisch דָּוִד קָאמִי David Qāmī, deutsch ‚David Camy‘. Die Personenidentität von Kamy und Anton Danilow findet sich bei Leopold Trepper (1975).

## Leben
David Kamenomotsky war der zweite Sohn des Bankiers Joseph Kamenomotsky und der Rachel Rosenblum. Er wuchs in St. Petersburg auf, die Familie floh aber in der Russischen Revolution 1917 vor den Kommunisten in den fernen Osten Russlands. Sie kamen nach Schanghai und dann nach Japan. Der Vater starb 1920 in Qingdao, als die Familie auf der Fortsetzung ihrer Irrfahrt auf dem Weg nach Tel Aviv in Palästina war. David Kamy und sein älterer Bruder Ben-Josef besuchten die jüdische Schule in Herzlia. Kamy war sprachbegabt und sprach Russisch, Jiddisch, Hebräisch, Arabisch, Englisch und Französisch. Spanisch sollte noch dazukommen. Ob er auch Deutsch beherrschte, ist unklar. Kamy studierte von 1928 bis 1933 Maschinenbau in Gent in Belgien. Er schloss sich dort einer jüdischen Studentengruppe an, in der kommunistische Kommilitonen den Ton angaben. Kamy wurde wie sein Bruder ausländisches Mitglied der Kommunistischen Partei Belgiens. Wo er sich nach 1933 aufhielt, ist unklar (Paris?).
Bei Ausbruch des Spanischen Bürgerkriegs meldete sich Kamy, wie auch sein Bruder, auf republikanischer Seite für die Internationalen Brigaden und er kam am 13. Januar 1937 in Albacete an. Er wurde Adjutant des Kommandeurs der 15. Lincolnbrigade Vladimir Copic und zum Hauptmann befördert. In den Gefechtspausen beschäftigte er sich mit Bildhauereien. Sein Bruder starb bei den Kämpfen in Spanien.
Nach der Niederlage der Republikaner geriet er 1939 in Saint-Cyprien in französische Internierungshaft. Er kam frei und wohnte mit seiner französischen Ehefrau Margo in Paris. Bei Ausbruch des Zweiten Weltkriegs meldete er sich als Unteroffizier für die polnische Brigade in Frankreich und nahm 1940 an der Schlacht an der Aisne teil. Er wurde mit dem Croix de guerre ausgezeichnet.
Nach der Niederlage Frankreichs wurde er zusammen mit seiner Ehefrau in der Untergrundarbeit der Parti communiste français (PCF) aktiv. Leopold Trepper gewann ihn für das Brüsseler Netzwerk der Roten Kapelle, und er wurde von Johann Wenzel zum Funker ausgebildet. Andere Mitglieder der Brüsseler Gruppe waren Isidor Springer, Zofia Poznańska, Rita Arnould und Leon Großvogel, sowie der sowjetische Agent Michail Warfolomejewitsch Makarow.
Die Funkaktivitäten der Gruppe wurden von der Abwehr der Wehrmacht geortet und am 12./13. Dezember 1941 wurde die Gruppe von der Wehrmacht ausgehoben und Kamy im Fort Breendonk eingekerkert.
Kamy gab sich bei den Vernehmungen im Brüsseler Gestapo-Gefängnis als russischer Staatsangehöriger Anton Danilow aus, Unterleutnant der sowjetischen Luftwaffe, und legte ein vermeintliches Geständnis ab, dass er vom damaligen sowjetischen Militärattaché in Paris und Vichy Iwan Susloparow angeworben worden sei. Damit konnte er seine Verbindung zur Roten Kapelle vertuschen.
Kamy wurde unter dem Namen Davilow von einem deutschen Kriegsgericht zum Tode verurteilt und am 30. April 1943 im Fort Breendonk hingerichtet.